# Stefanie Killinger

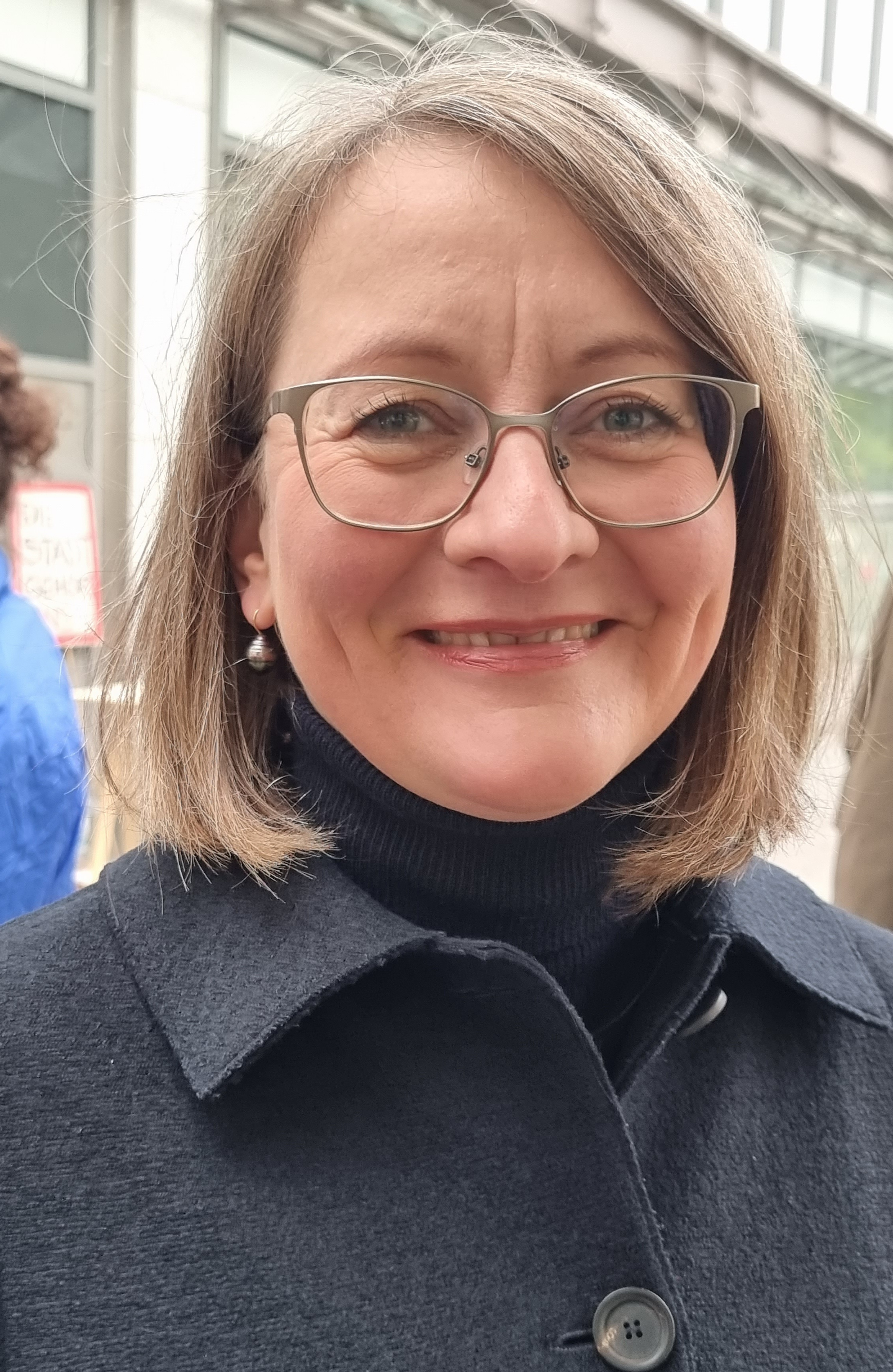
Stefanie Killinger, 2022

Stefanie Gabriele Killinger (geboren im November 1973 in München) ist eine deutsche Juristin, Richterin und Gerichtspräsidentin. Seit 2017 ist sie Präsidentin des Verwaltungsgerichts Göttingen und seit 2021 Richterin am Niedersächsischen Staatsgerichtshof.

## Beruflicher Werdegang
Nach dem Studium der Rechtswissenschaften in Würzburg, Genf und Köln und einem Masterstudium in London absolvierte Stefanie Killinger das Rechtsreferendariat im Bezirk des Oberlandesgerichts Köln. Danach arbeitete sie als Rechtsanwältin in einer Großkanzlei in Berlin, wo sie sich auf öffentliches Recht spezialisierte. Sie promovierte 2002/2003 in Köln zum Thema The World Bank’s non-political mandate.
2004 zog sie mit ihrer Familie nach Hannover – erst in den Stadtteil List, später in die Bult – und trat dort in die Justiz ein. Zunächst war sie Richterin in der ordentlichen Gerichtsbarkeit, seit 2007 in der Verwaltungsgerichtsbarkeit. In den Jahren 2009 und 2012 bis 2016 wurde sie an das Niedersächsische Justizministerium abgeordnet, zwei Jahre war sie Büroleiterin der damaligen Justizministerin. Ihre Erprobungszeit absolvierte sie am Niedersächsischen Oberverwaltungsgericht und mit Wirkung zum 1. Januar 2017 wurde sie zur Präsidentin des Verwaltungsgerichts Göttingen ernannt.
Sie ist außerdem Prüferin in der Zweiten Juristischen Staatsprüfung und unterrichtet gelegentlich, unter anderem als Lehrbeauftragte der Universität Göttingen.
Im Januar 2021 schlug der Wahlausschuss dem Landtag Stefanie Killinger für das Amt eines stellvertretenden Mitglieds des Niedersächsischen Staatsgerichtshofs für die Amtszeit vom 27. Januar 2021 bis zum 26. Januar 2028 vor. Sie wurde gewählt.
2020 gehörte Stefanie Killinger zu den Erstunterzeichnern eines offenen Briefes an den Bundesrichterwahlausschuss, den der Deutsche Juristinnenbund verfasst hatte. Darin wurde eine faire Berücksichtigung von Frauen bei den Bundesrichterwahlen am 2. Juli 2020 gefordert.

## Ämter und Mitgliedschaften
Killinger war von 2021 bis 2023 Ratsfrau (Bündnis 90/Die Grünen) im Rat der Stadt Hannover, wo sie als Sprecherin ihrer Fraktion für Personalpolitik sowie Gleichstellungspolitik fungierte. Sie  ist Mitglied im Deutschen Juristinnenbund; im September 2023 wurde sie zur Vorsitzenden der Kommission  Verfassungsrecht, Öffentliches Recht und Gleichstellung gewählt.

## Privates
Stefanie Killinger ist mit Ulrich Haltern verheiratet und hat zwei Kinder.

## Publikationen (Auswahl)
Monografien
- The World Bank’s non-political mandate. Heymanns Verlag, Köln 2003, ISBN 3-452-25565-4

Aufsätze
- mit Anne Schettler: Das Zweite Führungspositionen-Gesetz – Fortschritte für die Gleichstellung auch im öffentlichen Dienst. In: Recht und Politik, Jahrgang 57, Heft 1, 2021, Seite 82–84
- mit Kristin Pfeffer und Anne-Sophie Ritter, Urbane Frauen und Klimaschutz – Zum Rechtsrahmen einer feministischen Verkehrspolitik, in djbZ Jahrgang 26, 2023, Heft 2, 59–64
- Das Gesetz zur Weiterentwicklung der Fachkräfteeinwanderung – Eine frauenpolitische Perspektive auf die gesteuerte Migration in: Recht und Politik, Jahrgang 59, Heft 4 (2023), 448 – 451 Vorschau
- Das Prostituiertenschutzgesetz und sein Vollzug in:VerfBlog, 2023/10/24